# Triangle (televisieserie)
Triangle is een Britse soapserie die begin jaren tachtig door de BBC werd uitgezonden en zich afspeelde aan boord van een veerboot op de Noordzee. De serie liep drie seizoenen lang voordat ze werd stopgezet, maar wordt nog steeds beschouwd als "een van de meest belachelijke Britse televisieprogramma's ooit".

## Rolverdeling
| Acteur        | Personage              |
| ------------- | ---------------------- |
| Michael Craig | Kapitein John Anderson |
| Larry Lamb    | Matt Taylor            |
| Kate O'Mara   | Katherine Laker        |
| Paul Jerricho | Charles Woodhouse      |

## Afleveringen
De serie werd wekelijks op maandag en woensdag uitgezonden:
- Seizoen 1: 5 januari – 1 april 1981 (26 afleveringen)
- Seizoen 2: 26 april – 20 juli 1982 (26 afleveringen)
- Seizoen 3: 5 april – 6 juli 1983 (26 afleveringen)

## Productieproblemen
Het gebruik van een veerboot als decor voor een televisieserie leek aanvankelijk een goed idee. De vaste cast, die de bemanning speelde, kon worden aangevuld met constant wisselende gastacteurs die de passagiers speelden terwijl het schip naar interessante Europese locaties voer (vergelijkbaar met de Amerikaanse serie The Love Boat). Door de vooruitgang in draagbare videocamera's en opnameapparatuur kon de serie aan boord van een echte veerboot worden opgenomen met meer realisme dan in een opnamestudio en goedkoper dan met de 16mm-film die destijds gebruikt werd voor televisieopnames op locatie.
Toen de opnames op locatie (grotendeels op de Noordzee) begonnen, bleek het concept al snel ernstige tekortkomingen te hebben. Door het slechte weer zagen de buitenscènes er somber en saai uit, verre van glamoureus. In de eerste aflevering moest Kate O'Mara een scène spelen waarin ze topless zonnebaadt op een duidelijk ijskoud terras.
Een ander probleem betrof de belichting. De camera's konden prima overweg met zowel natuurlijk licht als kunstlicht, maar een combinatie van beide leverde altijd onnatuurlijk ogende kleuren op. De videocamera's van destijds konden niet goed overweg met contrasterende lichtniveaus tussen binnen en buiten, waardoor binnenscènes vaak met gordijnen voor de ramen of patrijspoorten moesten worden opgenomen, waardoor ze voor de kijkers net zo goed in een studio hadden kunnen gedraaid zijn.
De relatief nieuwe draagbare videotechnologie vertoonde ook ernstige problemen: door onder andere de beweging van het schip werd de stabiliteit van de videorecorders verstoord. De ruwe zee veroorzaakte bovendien zeeziekte bij leden van de productiecrew.

## Trivia
- De veerboot voer van Felixstowe naar Göteborg en van Göteborg naar Amsterdam. Er bestond een derde denkbeeldige etappe tussen Amsterdam en Felixstowe om de titel van het programma te rechtvaardigen, maar deze werd niet door de rederij uitgevoerd.
- De scripts stonden bol van clichés en gekunstelde dialogen waardoor de serie het mikpunt werd van spot, met name in het ochtendprogramma van Terry Wogan op BBC Radio 2, wat de BBC in verlegenheid bracht.[3] Ook in de sitcoms Are You Being Served? en The Young Ones werd de sukkelachtigheid van de serie op de korrel genomen.